# 皱叶火藓
皱叶火藓（学名：Schlotheimia rugulosa）为木灵藓科火藓属下的一个种。